# Таран Сергій Миколайович
Та́ран Сергі́й Микола́йович (*27 липня 1988, смт Березнегувате) — український футболіст.
Народився в смт Березнегувате райцентрі Миколаївської області. Вихованець УОР міста Сімферополь, перший тренер Орлов В.Г.

## Статистика виступів

### Професіональна ліга
| Сезон     | Команда                  | Турнір    | Матчі | Голи |
| --------- | ------------------------ | --------- | ----- | ---- |
| 2005—2006 | Ялос (Ялта)              | чемпіонат | 10    | 0    |
| 2005—2006 | Ялос (Ялта)              | кубок     | 1     | 0    |
| 2006—2007 | ІгроСервіс (Сімферополь) | чемпіонат | 4     | 0    |
| 2007—2008 | Таврія (Сімферополь)     | дубль     | 13    | 0    |
| 2008—2009 | Рось (Біла Церква)       | чемпіонат | 15    | 0    |
| 2008—2009 | Рось (Біла Церква)       | кубок     | 1     | 0    |
| 2009—2010 | Рось (Біла Церква)       | чемпіонат | 11    | 1    |
| 2009—2010 | Рось (Біла Церква)       | кубок     | 5     | 1    |
| 2010—2011 | Десна (Чернігів)         | чемпіонат | 19    | 2    |
| 2010—2011 | Десна (Чернігів)         | кубок     | 1     | 0    |
| 2011—2012 | Славутич (Черкаси)       | чемпіонат | 24    | 2    |
| 2011—2012 | Славутич (Черкаси)       | кубок     | 1     | 1    |